# Евіленко
«Евіленко» (англ. Evilenko) — англомовний італійський кримінальний трилер 2004 р., частково заснований на історії про радянського серійного вбивцю Андрія Чикатила. Автор сценарію і режисер — Давид Ґрієко, головні ролі виконали Малкольм Макдавелл, Мартон Чокаш і Рональд Пікап.

## Сюжет
1984 рік. Київ, Українська РСР, СРСР. Шкільного учителя Андрія Романовича Евіленка звільнили з посади через спробу зґвалтувати школярку. Керований психопатичним потягом і озлоблений розпадом Радянського Союзу, Евіленко починає ґвалтувати, вбивати та їсти жінок і дітей. Відсутність опору жертв у фільмі пояснюється тим, що Евіленко начебто може гіпнотизувати їх, а також вбивця безперервно ухиляється від пасток влади на нього.
Вадим Тимурович Лизієв, суддя та сім'янин, береться за справу спіймати серійного вбивцю. Протягом багатьох років Евіленко вислизає з рук Лизієва і психіатра Арона Ріхтера, який в допомогу слідчому складає профіль вбивці. 
Майже вісім років потому Лизієву нарешті вдається схопити Евіленка, який на той час вже вбив 55 осіб, здебільшого дітей і молодих жінок. 22 травня 1992 року відбувся суд над Евіленком, 14 лютого 1994 року його стратили. Перед стратою кілька урядів висловили зацікавлення щодо психічних здібностей Евіленка та попросили про його екстрадицію, проте отримали відмову.

## Ролі
- Малкольм Макдавелл — Андрій Романович Евіленко
- Мартон Чокаш — Вадим Тимурович Лизієв
- Рональд Пікап — Арон Ріхтер
- Адріан Маккорт — Сурінов
- Остап Ступка — доктор Амітрін
- Рубі Кеммер — Тоня
- Олександр Крижанівський — секретар Сталіна

## Виробництво
Режисер та автор сценарію — Давид Ґрієко, внук одного із засновників Комуністичної партії Італії Руджеро Ґрієко.
Стрічка є адаптацією роману Давида Ґрієко «Комуніст, що їв дітей». Персонажа перейменували на Андрія Евіленка посилаючись на Андрія Чикатила.
Знімання фільму проходили в Києві: в стрічці фігурує київська школа № 110, а сцену суду над Евіленко відзнято в будівлі МЗС України. Фільмування епізоду в їдальні військової частини проходили в Київському Суворовському училищі (Київському військовому ліцеї імені Івана Богуна). У масовці брали участь суворовці, одягнені у повсякденну форму.

## Музика
Саундтрек до фільму написав композитор Анджело Бадаламенті, він містить дві пісні зі співачкою Долорес О'Ріордан — «Angels Go to Heaven» і «No Way Out». Тему пісні Джино Паолі «Il Cielo in una Stanza» створив київський композитор Ігор Стецюк.

## Критика
Рейтинг фільму на сайті IMD — 6,1/10.

## Цікаві факти
- Фільм присвячений улюбленому вчителеві і другу Малколма Макдавела — режисерові Ліндсі Андерсону (1923-1994)
- У фільмі Чикатило постає шкільним учителем, хоча на час подій, зображених у стрічці (1984—1992 рр.), він вже змінив місце роботи.
- Коли в титрах показується назва фільму «Evilenko», виділяються червоним кольором перші чотири букви, що утворюють слово «Evil» (укр. зло).